# Praestorrsella
Praestorrsella es un género de foraminífero bentónico de la subfamilia Rotaliinae, de la familia Rotaliidae, de la superfamilia Rotalioidea, del suborden Rotaliina y del orden Rotaliida. Su especie tipo es Cibicides roestae. Su rango cronoestratigráfico abarca desde el Santoniense hasta el Maastrichtiense (Cretácico superior).

## Clasificación
Praestorrsella incluye a las siguientes especies:
- Praestorrsella ariyalurensis †
- Praestorrsella reicheli †
- Praestorrsella roestae †